# Massimo Zanetti
Massimo Zanetti (* 1962 in Mailand, Italien) ist ein italienischer Opern-Dirigent.

## Leben
Zanetti studierte in Mailand am „Konservatorium Giuseppe Verdi“ und gewann zwischen 1991 und 1996 mehrere internationale Preise, unter anderem beim „Forum junger Künstler“ in Wien sowie beim „Internationalen Dirigierwettbewerb Donatella Flick“ in London. Von der Fachzeitschrift „Opernwelt“ und der Frankfurter Allgemeinen Zeitung (FAZ) wurde er 1998 zum „besten Nachwuchsdirigenten des Jahres“ gewählt. Zu dieser Zeit war er Kapellmeister am Theater am Goetheplatz in Bremen (1996–1999).
Anschließend war er von 1999 bis 2002 Chefdirigent an der Flämischen Oper Antwerpen/Gent. Von dort begann er seine internationale Karriere. Im Jahr 2000 gab er sein Debüt an der Semperoper in Dresden, 2002 an der Staatsoper Unter den Linden in Berlin.
Später dirigierte Zanetti an der Mailänder Scala, dem Royal Opera House Covent Garden, dem Maggio Musicale in Florenz, Teatro dell’Opera di Roma, Teatro Reggio in Turin, Teatro Carlo Felice in Genua, an der Hamburgischen Staatsoper und an der Königlichen Oper in Kopenhagen. Im Jahr 2003 hatte er sein Japan-Debüt beim NHK-Sinfonieorchester in Tokio, im Sommer 2007 arbeitete er am Nationaltheater München.